# Satkhira Sadar Upazila
Satkhira Sadar Upazila är ett underdistrikt i Bangladesh. Det ligger i den sydvästra delen av landet, 180 km sydväst om huvudstaden Dhaka.
Trakten runt Satkhira Sadar Upazila består till största delen av jordbruksmark. Runt Satkhira Sadar Upazila är det tätbefolkat, med 913 invånare per kvadratkilometer.